# Ута
У̀та (на италиански: Uta; на сардински: Uda, Уда) е градче и община в Южна Италия, провинция Каляри, автономен регион и остров Сардиния. Разположено е на 6 m надморска височина. Населението на общината е 8017 души (към 2012 г.).